# خانه نیکخواه
خانه نیکخواه مربوط به دوره قاجار است و در شهرستان گناباد، روستای خیبری واقع شده و این اثر در تاریخ ۱۳ بهمن ۱۳۸۸ با شمارهٔ ثبت ۲۹۲۸۹ به‌عنوان یکی از آثار ملی ایران به ثبت رسیده است.